# Nuoto ai campionati mondiali di nuoto 2015 - 200 metri dorso maschili
La gara dei 200 metri dorso maschili si è svolta il 6 e 7 agosto 2015 presso la Kazan Arena e vi hanno preso parte 37 atleti provenienti da 30 nazioni. Le batterie e le semifinali si sono svolte, rispettivamente, la mattina e al sera del 6 agosto, mentre la finale ha avuto luogo la sera del 7 agosto.

## Medaglie
| Posizione | Atleta           | Paese     |
| --------- | ---------------- | --------- |
| Oro       | Mitch Larkin     | Australia |
| Argento   | Radosław Kawęcki | Polonia   |
| Bronzo    | Evgenij Rylov    | Russia    |

## Record
Prima della manifestazione il record del mondo (WR) e il record dei campionati (CR) erano i seguenti.
| Record mondiale       | 1'51"92 | Aaron Peirsol Stati Uniti | 31 luglio 2009 Roma, Italia |
| Record dei campionati | 1'51"92 | Aaron Peirsol Stati Uniti | 31 luglio 2009 Roma, Italia |

## Risultati

### Batterie
| Posizione | Batteria | Corsia | Atleta                | Nazionalità             | Tempo   | Note |
| --------- | -------- | ------ | --------------------- | ----------------------- | ------- | ---- |
| 1         | 4        | 5      | Mitch Larkin          | Australia               | 1:55.88 | Q    |
| 2         | 3        | 4      | Ryōsuke Irie          | Giappone                | 1:56.68 | Q    |
| 3         | 3        | 5      | Ryan Murphy           | Stati Uniti             | 1:56.71 | Q    |
| 4         | 3        | 3      | Evgenij Rylov         | Russia                  | 1:56.78 | Q    |
| 5         | 2        | 4      | Xu Jiayu              | Cina                    | 1:56.90 | Q    |
| 6         | 4        | 4      | Tyler Clary           | Stati Uniti             | 1:56.92 | Q    |
| 7         | 4        | 6      | Christian Diener      | Germania                | 1:57.42 | Q    |
| 8         | 4        | 3      | Joshua Beaver         | Australia               | 1:57.62 | Q    |
| 9         | 2        | 3      | Masaki Kaneko         | Giappone                | 1:57.63 | Q    |
| 10        | 3        | 7      | Leonardo de Deus      | Brasile                 | 1:57.73 | Q    |
| 11        | 4        | 1      | Grigorij Tarasevič    | Russia                  | 1:57.77 | Q    |
| 12        | 2        | 2      | Li Guangyuan          | Cina                    | 1:58.02 | Q    |
| 13        | 2        | 5      | Radosław Kawęcki      | Polonia                 | 1:58.09 | Q    |
| 14        | 2        | 1      | Corey Main            | Nuova Zelanda           | 1:58.22 | Q    |
| 15        | 4        | 2      | Luca Mencarini        | Italia                  | 1:58.31 | Q    |
| 16        | 2        | 6      | Gábor Balog           | Ungheria                | 1:58.55 | Q    |
| 17        | 4        | 7      | Yakov Toumarkin       | Israele                 | 1:58.64 |      |
| 18        | 3        | 6      | Christopher Ciccarese | Italia                  | 1:58.79 |      |
| 19        | 3        | 2      | Danas Rapšys          | Lituania                | 1:59.00 |      |
| 20        | 2        | 7      | Benjamin Stasiulis    | Francia                 | 1:59.05 |      |
| 21        | 1        | 5      | Lavrans Solli         | Norvegia                | 1:59.23 |      |
| 22        | 3        | 8      | Omar Pinzón           | Colombia                | 1:59.24 |      |
| 23        | 2        | 8      | Carlos Omana          | Venezuela               | 1:59.59 |      |
| 24        | 3        | 1      | Mateusz Wysoczyński   | Polonia                 | 2:00.26 |      |
| 25        | 4        | 9      | Armando Barrera       | Cuba                    | 2:00.92 |      |
| 26        | 1        | 3      | Rexford Tullius       | Isole Vergini Americane | 2:01.22 |      |
| 27        | 4        | 0      | Roman Dmytrijev       | Rep. Ceca               | 2:01.49 |      |
| 28        | 3        | 0      | Matias López          | Paraguay                | 2:01.74 |      |
| 29        | 2        | 0      | Lukas Rauftlin        | Svizzera                | 2:03.00 |      |
| 30        | 1        | 6      | Lin Shih-chieh        | Taipei cinese           | 2:04.00 |      |
| 31        | 1        | 4      | Yeziel Morales        | Porto Rico              | 2:04.15 |      |
| 32        | 2        | 9      | Lê Nguyễn Paul        | Vietnam                 | 2:04.78 |      |
| 33        | 3        | 9      | Vuk Čelić             | Serbia                  | 2:05.54 |      |
| 34        | 1        | 2      | Boris Kirllov         | Azerbaigian             | 2:06.74 |      |
| 35        | 1        | 7      | Lushano Lamprecht     | Namibia                 | 2:08.14 |      |
| 36        | 1        | 1      | Driss Lahrichi        | Marocco                 | 2:09.14 |      |
| 37        | 1        | 8      | Rami Elias            | Sudan                   | 2:19.53 |      |
|           | 4        | 8      | Apostolos Christou    | Grecia                  | DNS     |      |

### Semifinali
| Posizione | Semifinale | Corsia | Atleta             | Nazionalità   | Tempo   | Note  |
| --------- | ---------- | ------ | ------------------ | ------------- | ------- | ----- |
| 1         | 2          | 4      | Mitch Larkin       | Australia     | 1:54.29 | Q, OC |
| 2         | 2          | 5      | Ryan Murphy        | Stati Uniti   | 1:55.10 | Q     |
| 3         | 2          | 3      | Xu Jiayu           | Cina          | 1:55.13 | Q     |
| 4         | 1          | 5      | Evgenij Rylov      | Russia        | 1:55.54 | Q     |
| 4         | 2          | 1      | Radosław Kawęcki   | Polonia       | 1:55.54 | Q     |
| 6         | 1          | 4      | Ryōsuke Irie       | Giappone      | 1:55.76 | Q     |
| 7         | 1          | 3      | Tyler Clary        | Stati Uniti   | 1:56.58 | Q     |
| 8         | 1          | 7      | Li Guangyuan       | Cina          | 1:57.12 | Q     |
| 9         | 2          | 6      | Christian Diener   | Germania      | 1:57.17 |       |
| 10        | 2          | 2      | Masaki Kaneko      | Giappone      | 1:57.33 |       |
| 11        | 2          | 8      | Luca Mencarini     | Italia        | 1:57.81 |       |
| 12        | 1          | 8      | Gábor Balog        | Ungheria      | 1:57.91 |       |
| 13        | 1          | 2      | Leonardo de Deus   | Brasile       | 1:57.96 |       |
| 14        | 1          | 6      | Joshua Beaver      | Australia     | 1:57.99 |       |
| 15        | 2          | 7      | Grigorij Tarasevič | Russia        | 1:58.30 |       |
| 16        | 1          | 1      | Corey Main         | Nuova Zelanda | 1:59.50 |       |

### Finale
| Posizione | Corsia | Atleta           | Nazionalità | Tempo   | Note |
| --------- | ------ | ---------------- | ----------- | ------- | ---- |
|           | 4      | Mitch Larkin     | Australia   | 1:53.58 | OC   |
|           | 2      | Radosław Kawęcki | Polonia     | 1:54.55 |      |
|           | 6      | Evgenij Rylov    | Russia      | 1:54.60 |      |
| 4         | 7      | Ryōsuke Irie     | Giappone    | 1:54.81 |      |
| 5         | 5      | Ryan Murphy      | Stati Uniti | 1:55.00 |      |
| 6         | 3      | Xu Jiayu         | Cina        | 1:55.20 |      |
| 7         | 1      | Tyler Clary      | Stati Uniti | 1:56.26 |      |
| 8         | 8      | Li Guangyuan     | Cina        | 1:56.79 | WJR  |